# Janis Karabel'ov
Janis Danielov Karabel'ov (in bulgaro Янис Даниелов Карабельов?; Sofia, 23 gennaio 1996) è un calciatore bulgaro, centrocampista del Partizan.

## Caratteristiche tecniche
È un centrocampista centrale.

## Carriera

### Nazionale
Ha esordito con la Bulgaria il 7 giugno 2019 disputando l'amichevole persa 2-1 contro la Rep. Ceca.

## Statistiche

### Cronologia presenze e reti in nazionale
| Cronologia completa delle presenze e delle reti in nazionale ― Bulgaria | Cronologia completa delle presenze e delle reti in nazionale ― Bulgaria | Cronologia completa delle presenze e delle reti in nazionale ― Bulgaria | Cronologia completa delle presenze e delle reti in nazionale ― Bulgaria | Cronologia completa delle presenze e delle reti in nazionale ― Bulgaria | Cronologia completa delle presenze e delle reti in nazionale ― Bulgaria | Cronologia completa delle presenze e delle reti in nazionale ― Bulgaria | Cronologia completa delle presenze e delle reti in nazionale ― Bulgaria |
| Data                                                                    | Città                                                                   | In casa                                                                 | Risultato                                                               | Ospiti                                                                  | Competizione                                                            | Reti                                                                    | Note                                                                    |
| ----------------------------------------------------------------------- | ----------------------------------------------------------------------- | ----------------------------------------------------------------------- | ----------------------------------------------------------------------- | ----------------------------------------------------------------------- | ----------------------------------------------------------------------- | ----------------------------------------------------------------------- | ----------------------------------------------------------------------- |
| 7-6-2019                                                                | Praga                                                                   | Rep. Ceca                                                               | 2 – 1                                                                   | Bulgaria                                                                | Qual. Euro 2020                                                         | -                                                                       | 64’                                                                     |
| 6-9-2020                                                                | Cardiff                                                                 | Galles                                                                  | 1 – 0                                                                   | Bulgaria                                                                | UEFA Nations League 2020-2021 - 1º turno                                | -                                                                       |                                                                         |
| 8-10-2020                                                               | Sofia                                                                   | Bulgaria                                                                | 1 – 3                                                                   | Ungheria                                                                | Qual. Euro 2020                                                         | -                                                                       |                                                                         |
| 11-10-2020                                                              | Helsinki                                                                | Finlandia                                                               | 2 – 0                                                                   | Bulgaria                                                                | UEFA Nations League 2020-2021 - 1º turno                                | -                                                                       | 75’                                                                     |
| 14-10-2020                                                              | Sofia                                                                   | Bulgaria                                                                | 0 – 1                                                                   | Galles                                                                  | UEFA Nations League 2020-2021 - 1º turno                                | -                                                                       |                                                                         |
| 15-11-2020                                                              | Sofia                                                                   | Bulgaria                                                                | 1 – 2                                                                   | Finlandia                                                               | UEFA Nations League 2020-2021 - 1º turno                                | -                                                                       | 85’                                                                     |
| 23-9-2022                                                               | Razgrad                                                                 | Bulgaria                                                                | 5 – 1                                                                   | Gibilterra                                                              | UEFA Nations League 2022-2023 - 1º turno                                | -                                                                       | 72’                                                                     |
| 26-9-2022                                                               | Skopje                                                                  | Macedonia del Nord                                                      | 0 – 1                                                                   | Bulgaria                                                                | UEFA Nations League 2022-2023 - 1º turno                                | -                                                                       | 46’                                                                     |
| 16-11-2022                                                              | Larnaca                                                                 | Cipro                                                                   | 0 – 2                                                                   | Bulgaria                                                                | Amichevole                                                              | -                                                                       | 46’ 48’                                                                 |
| 20-11-2022                                                              | Lussemburgo                                                             | Lussemburgo                                                             | 0 – 0                                                                   | Bulgaria                                                                | Amichevole                                                              | -                                                                       | 74’ 77’                                                                 |
| 24-3-2023                                                               | Sofia                                                                   | Bulgaria                                                                | 0 – 1                                                                   | Montenegro                                                              | Qual. Euro 2024                                                         | -                                                                       | 60’                                                                     |
| 27-3-2023                                                               | Budapest                                                                | Ungheria                                                                | 3 – 0                                                                   | Bulgaria                                                                | Qual. Euro 2024                                                         | -                                                                       | 46’                                                                     |
| Totale                                                                  |                                                                         | Presenze                                                                | 12                                                                      |                                                                         | Reti                                                                    | 0                                                                       |                                                                         |

## Palmarès

### Club

#### Competizioni nazionali
- Coppa di Bulgaria: 1

Botev Plovdiv: 2023-2024